# Ropalidia sexmaculata
Ropalidia sexmaculata är en getingart som först beskrevs av Cameron.  Ropalidia sexmaculata ingår i släktet Ropalidia och familjen getingar. Inga underarter finns listade i Catalogue of Life.